# Монумент Вечной славы (Новомосковск)
Монумент Вечной славы — мемориальный комплекс в городе Новомосковск Тульской области, открытый в 1973 году в память о советских солдатах, погибших в годы Великой Отечественной войны. Перед памятником горит вечный огонь.

## Описание
Честь отдавая

Воинам России,

Остановись,

Новомосковец, тут!

Пусть чувства скорби,

Мужества и силы

Через века

К потомкам перейдут.
Монумент был открыт на улице Московская 30 декабря 1973 года, церемонию открытия возглавляли Герои Советского Союза Н. А. Присягин, М. П. Стрижков, полные кавалеры ордена Славы А. Т. Федонов и Ф. А. Комов. В день открытия на гранитном постаменте монумента был зажжён вечный огонь от факела, доставленного на специальном бронетранспортёре от Братской могилы в Урванском лесу.
Авторы композиции: скульптор О. К. Комов, художник Эдуард Иванович Ладыгин и архитектор Владимир Александрович Климов. Памятник отлит на Мытищинской фабрике художественного литья, представляет собой трёхфигурную композицию, которая запечатлела один из бесчисленных героических эпизодов Великой Отечественной войны. Общая высота памятника составляет 5,6 метров, высота фигур — 4,5 метра, вес монумента — 11 тонн.
Рядом с монументом располагается Аллея Героев города Новомосковска со стендами, посвящёнными всем новомосковцам — Героям Советского Союза, Российской Федерации, а также полным кавалерам ордена Славы.
Среди жителей города монумент известен как «Три солдата». В 2013 году мемориальный комплекс был отреставрирован: укреплён фундамент и восстановлено его плиточное покрытие.
У монумента Вечной славы выставлен пост № 1. Почётное право нести пост предоставляется учащимся школ Новомосковска. Регулярно по памятным датам у монумента проводятся торжественные возложения цветов.

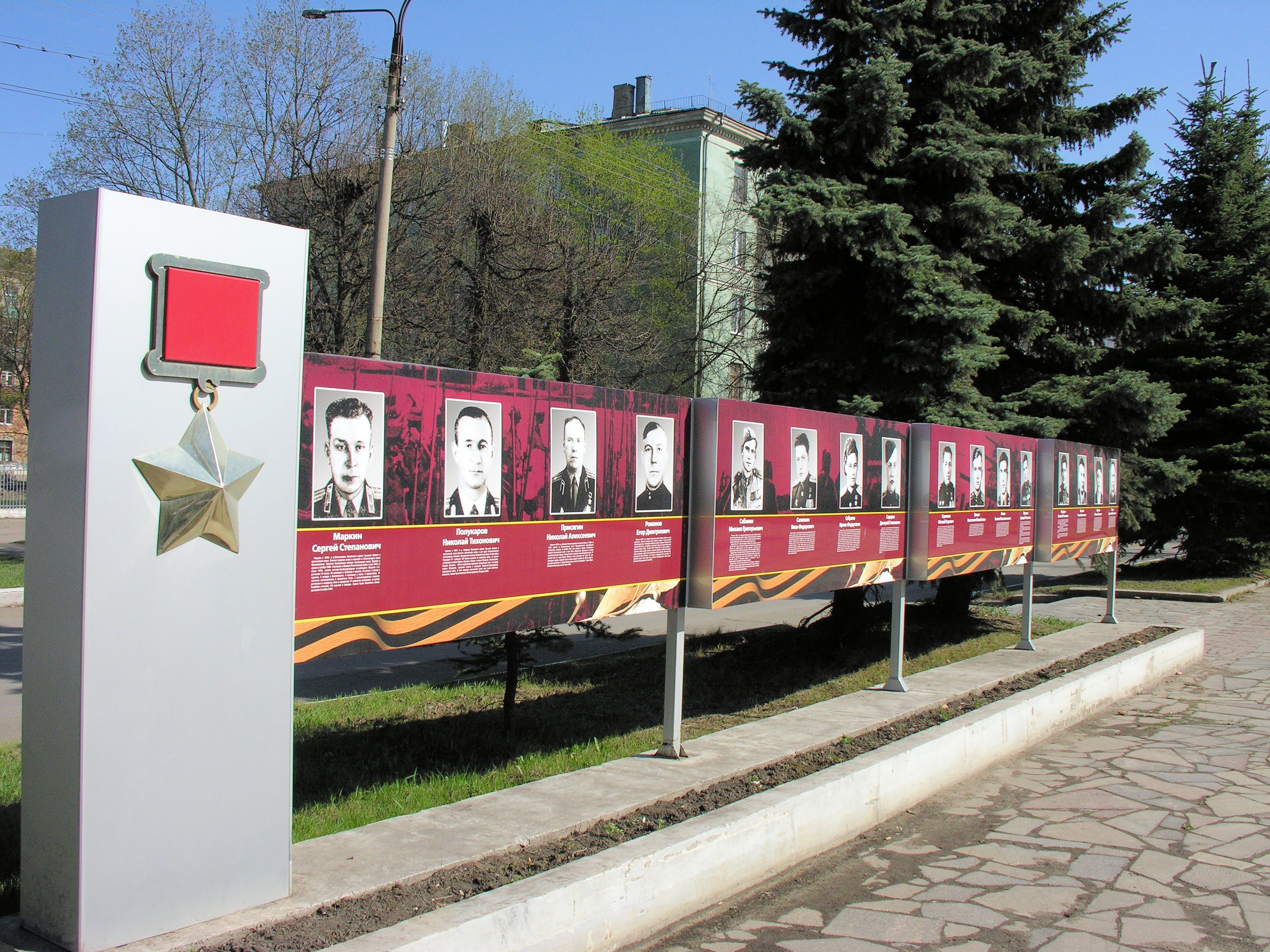
Герои Новомосковска (левая часть).
Вечный огонь и монумент Вечной Славы (в центре).
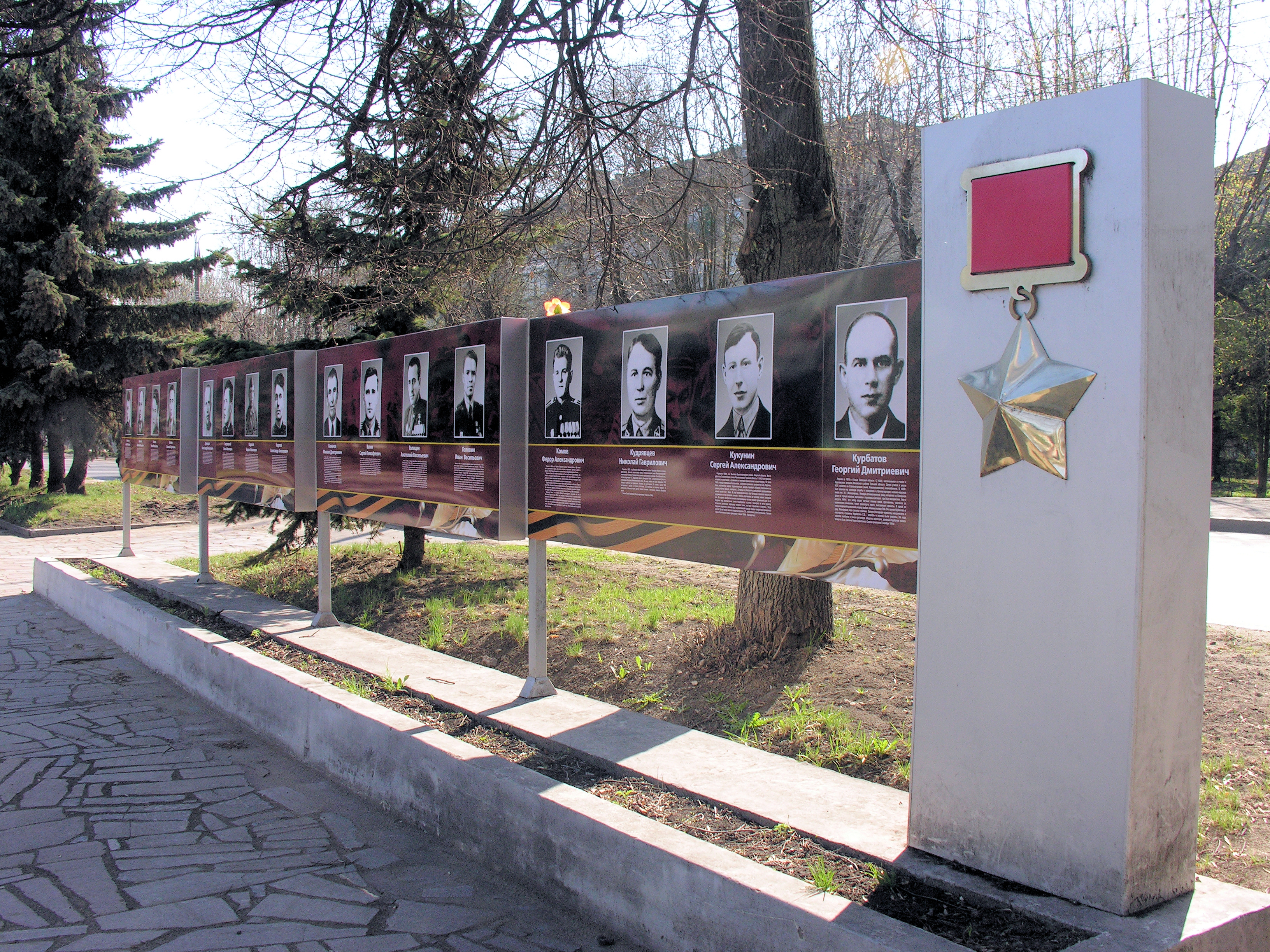
Герои Новомосковска (правая часть).